# Walt Disney Animation Studios
Walt Disney Animation Studios – amerykańskie studio animacyjne, najstarsze na świecie, założone w 1934 przez Walta Disneya.
Studio było integralną częścią Walt Disney Productions od 1934 (początek produkcji Królewna Śnieżka i siedmiu krasnoludków) do 1986, kiedy to w wyniku restrukturyzacji stała się filią korporacji. Obecnie stanowi ono kluczowy element wytwórni Walt Disney Pictures. Do 2007 wytwórnia nosiła imię Walt Disney Feature Animation (WDFA). Obecne nazwa oraz logo, które zadebiutowało w filmie Rodzinka Robinsonów, przedstawia Myszkę Miki z klasycznej krótkometrażowej kreskówki Steamboat Willie.

## Produkcje
- Królewna Śnieżka i siedmiu krasnoludków (1937)
- Pinokio (1940)
- Fantazja (1940)
- Dumbo (1941)
- Bambi (1942)
- Saludos Amigos (1942)
- Trzej Caballeros (1944)
- Make Mine Music (1946)
- Figle i androny (1947)
- Kolorowe melodie (1948)
- Przygody Ichaboda i Pana Ropucha (1949)
- Kopciuszek (1950)
- Alicja w Krainie Czarów (1951)
- Piotruś Pan (1953)
- Zakochany kundel (1955)
- Śpiąca królewna (1959)
- 101 dalmatyńczyków (1961)
- Miecz w kamieniu (1963)
- Księga dżungli (1967)
- Aryskotraci (1970)
- Robin Hood (1973)
- Przygody Kubusia Puchatka (1977)
- Bernard i Bianka (1977)
- Lis i Pies (1981)
- Taran i magiczny kocioł (1985)
- Wielki mysi detektyw (1986)
- Oliver i spółka (1988)
- Mała Syrenka (1989)
- Bernard i Bianka w krainie kangurów (1990)
- Piękna i Bestia (1991)
- Aladyn (1992)
- Król lew (1994)
- Pocahontas (1995)
- Dzwonnik z Notre Dame (1996)
- Herkules (1997)
- Mulan (1998)
- Tarzan (1999)
- Fantazja 2000 (1999)
- Dinozaur (2000)
- Nowe szaty króla (2000)
- Atlantyda. Zaginiony ląd (2001)
- Lilo i Stich (2002)
- Planeta skarbów (2002)
- Mój brat niedźwiedź (2003)
- Rogate ranczo (2004)
- Kurczak Mały (2005)
- Rodzinka Robinsonów (2007)
- Piorun (2008)
- Księżniczka i żaba (2009)
- Zaplątani (2010)
- Kubuś i przyjaciele (2011)
- Merida Waleczna (2012)
- Ralph Demolka (2012)
- Kraina lodu (2013)
- Wielka szóstka (2014)
- Zwierzogród (2016)
- Vaiana: Skarb Oceanu (2016)
- Ralph Demolka w internecie (2018)
- Kraina lodu II (2019)
- Raya i ostatni smok (2021)
- Nasze magiczne Encanto (2021)
- Dziwny świat (2022)[1]
- Życzenie (2023)
- Vaiana 2 (2024)
- Zwierzogród 2 (2025)

### Krótkometrażowe animacje
- Żółw i zając (1935)
- Przygody Ichaboda i Pana Ropucha (1949)
- Vincent (1982)
- Destino (2003)
- Jednostka przygotowawcza (2009)
- Jednostka przygotowawcza – Operacja: Skarb Mikołaja (2009)
- Jednostka przygotowawcza: Aniołki kontra Ancymony (2011)
- Paperman (2012)
- I żyli długo i zaplątani (2012)
- Gorączka lodu (2015)
- Kraina lodu. Przygoda Olafa (2017)